# Jeufosse
Jeufosse là một xã của Pháp, nằm ở tỉnh Yvelines trong vùng Île-de-France. Người dân ở đây trong tiếng Pháp gọi là Jeufossois.
Xã Jeufosse nằm bên tả ngạn sông Seine, về phía tây của Bonnières-sur-Seine và khoảng 16 km về phía tây của Mantes-la-Jolie.
Các xã giáp ranh gồm: Port-Villez về phía tây bắc, Blaru về phía tây, La Villeneuve-en-Chevrie về phía nam, Bonnières-sur-Seine về phía tây và Bennecourt về phía bắc.